# Prepotto
Prepotto (słoweń. Prapotno) – miejscowość i gmina we Włoszech, w regionie Friuli-Wenecja Julijska, w prowincji Udine.
Według danych na rok 2004 gminę zamieszkiwało 899 osób, 27,2 os./km².